# Mardin (provins)

Karta över Turkiet med Mardin markerat.

Mardin är en provins i Turkiet. Den har totalt 705 098 invånare (2000) och en areal på 8 858 km². Provinshuvudstad är Mardin.

## Historia

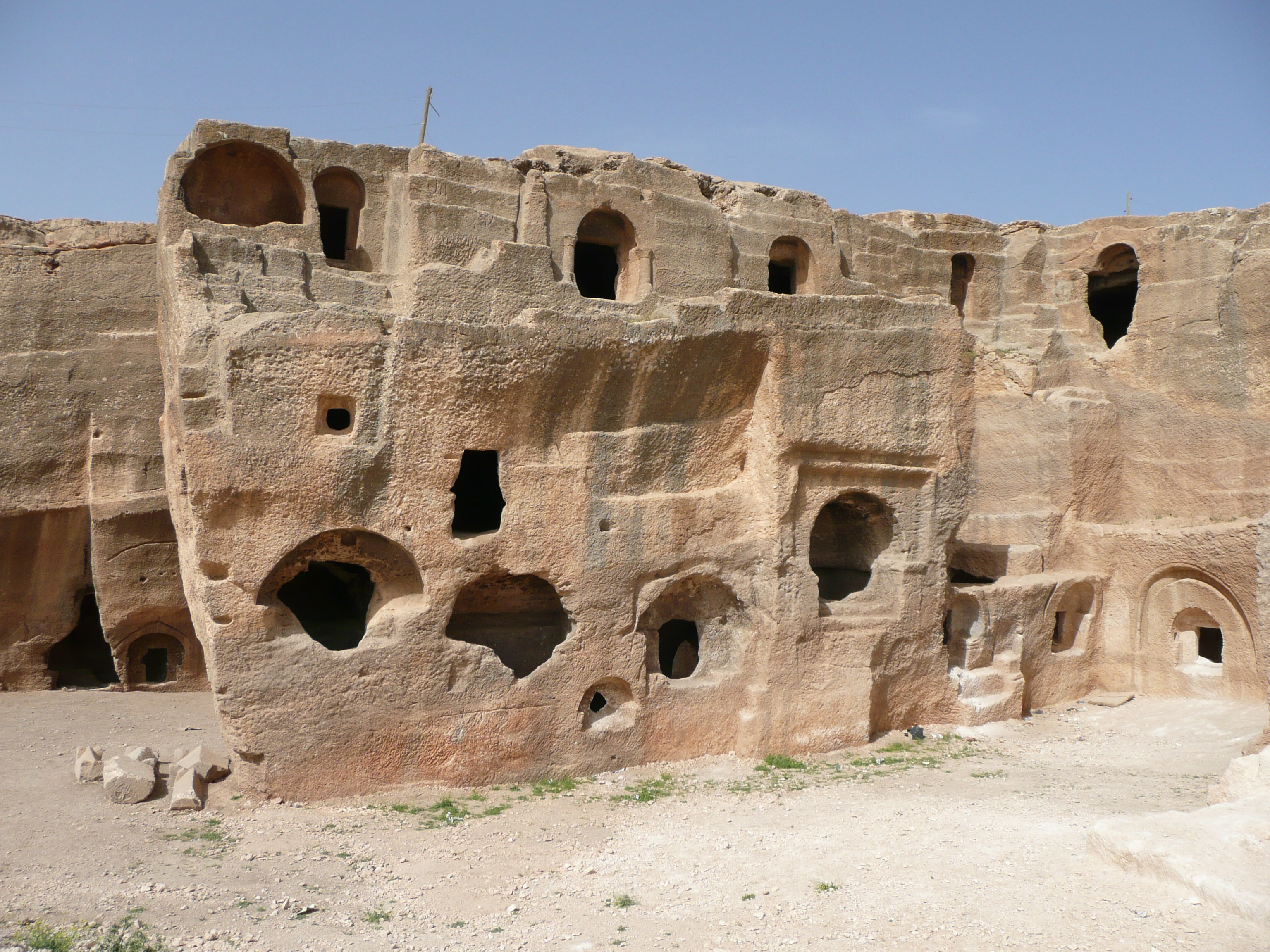
Ruinstaden Dara

Provinsen är en del av det som ibland kallas övre Mesopotamien, som ligger mellan floderna Eufrat och Tigris. Den är en del av den högplatå som i kristen tradition kallas Tur Abdin och som tidigare var centrum för den syrisk-ortodoxa kyrkan med en mängd kyrkor och kloster. Området dominerades då en assyrisk/syriansk befolkning. 
1915 påbörjades det assyriska folkmordet som var en del av det Osmanska rikets utrensning av minoriteter. De flesta av Mardin-provinsens kristna invånare dödades eller flydde. Idag är huvuddelen av befolkningen kurder och liksom i övriga Turkiet är islam den dominerande religionen. 

Genom provinsens södra del, utefter gränsen mot slättlandet Syrien, går sedan antiken ett öst-västligt handelsstråk. Där går också den ej fullbordade järnvägsförbindelsen Berlin-Bagdad och en asfalterad väg för motortrafik. 

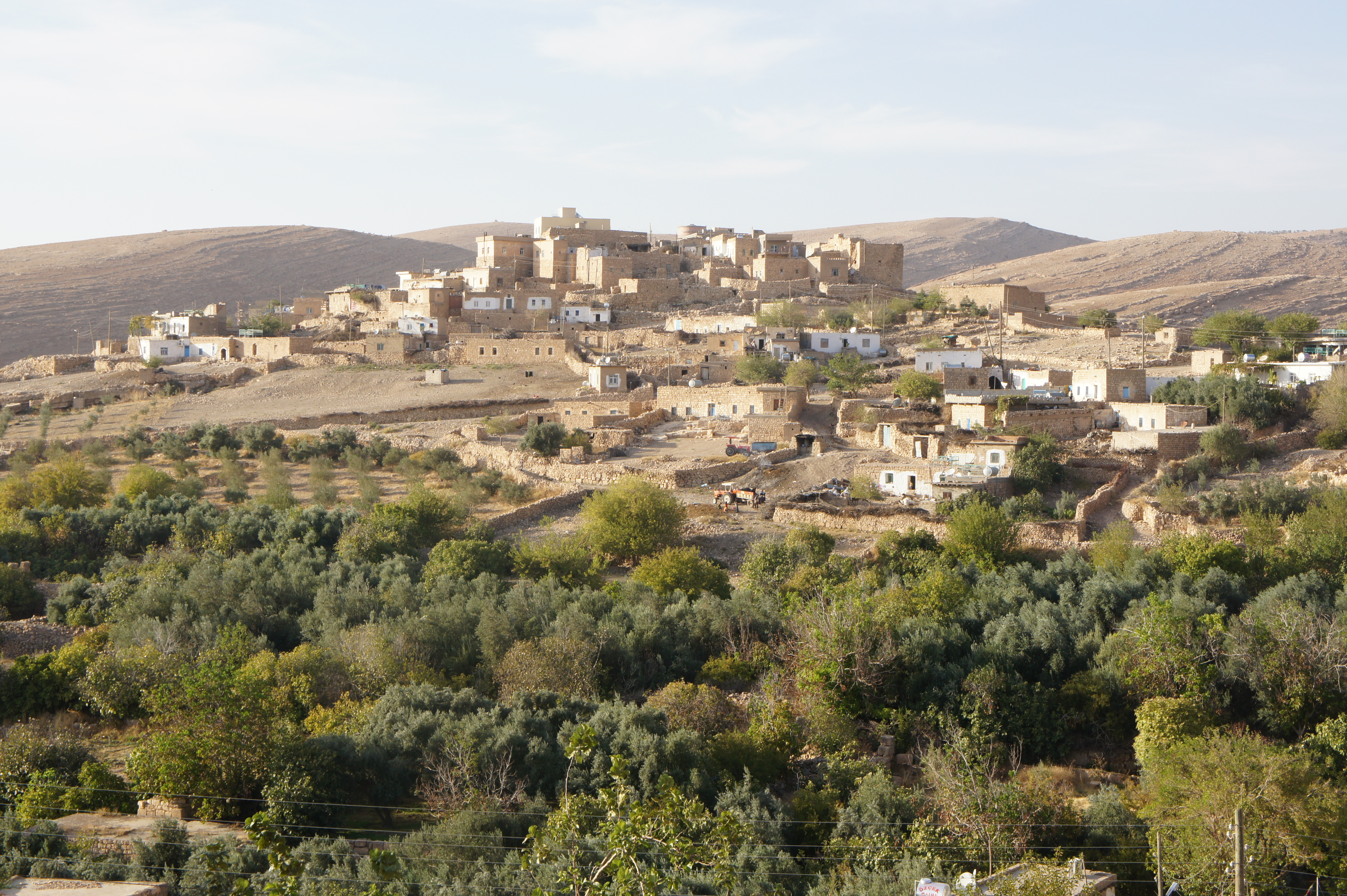
På platsen för Dara ligger idag byn Oğuz

## Distrikt
- Mardin
- Dargeçit
- Derik
- Kızıltepe
- Mazıdağı
- Midyat
- Nusaybin
- Ömerli
- Savur
- Yeşilli

## Några viktiga platser
Nusaybin som under antiken kallades Nisibis.
Midyat
Dara som ligger vid ett berg mellan städerna Nusaybin och Mardin byggdes 505 som en östromersk befästning mot det persiska Sassanidriket  och var sätet för syrianska biskopar tills mitten av 1100-talet.